# Takoma Records
Takoma Records war ein kleines, aber einflussreiches Plattenlabel, das 1959/60 von John Fahey, Norman Pierce and ED Denson gegründet wurde. Sein Name geht auf John Faheys Heimatstadt Takoma Park, Maryland (eine Vorstadt von Washington, D.C.) zurück. Das Takoma-Plattenlabel brachte neben Faheys eigenen Werken u. a. Platten von Leo Kottke, Peter Lang, Robbie Basho und den Bluesmusikern Bukka White und Robert Pete Williams heraus und war bedeutend für die Musikrichtung American Primitivism. Der Takoma-Katalog wurde in den 1970er Jahren von Chrysalis, anschließend von Allegiance, im Jahr 1995 von Fantasy Records aufgekauft, die ihrerseits 2004 von der Concord Music Group übernommen wurden.